# Южний (Казахстан)
Ю́жний (каз. Южный) — селище у складі Абайського району Карагандинської області Казахстану. Адміністративний центр та єдиний населений пункт Южної селищної адміністрації.
Населення — 2084 особи (2021; 2403 у 2009, 3295 у 1999, 4247 у 1989).
Станом на 1989 рік селище мало статус селища міського типу.